# Elektra (okeanida)
Elektra drugie imię to Ozomene (gr.  Ἠλέκτρα trb. Êlektrê) – w mitologii greckiej jedna z okeanid, córka tytana Okeanosa i tytanidy Tetydy. Jej mężem był bóg zjawisk przyrodniczych na morzu Taumas. Z tego związku narodziła Iris, uosobienie tęczy, i Hydaspes oraz  demoniczne harpie, uosabiające gwałtowne porywy wiatru: Aello, Ocypete, Kelajno i Podarge.  Elektra jest boginią żywiołu wodnego, tą, która daje bursztyn, produkt morza bardzo ceniony przez starożytnych. Jej drugie imię, Ozomene - „wiele gałęzi”, oznacza źródło tęczy sięgającej morza.
W mitologii greckiej występuje kilka postaci o imieniu Elektra.

## W kulturze
- Nonnos z Panopolis,  Dionysiaca 26.350 ff
- Hezjod, Theogonia 265, 349;
- Pauzaniasz, Wędrówki po Helladzie
- Apollonios z Rodos, Argonautyki
- Pseudo-Apollodoros z Aten, Biblioteka
- Hymny homeryckie